# NGC 3213
NGC 3213 este o galaxie spirală situată în constelația Leul. A fost descoperită în 13 martie 1883 de către Édouard Stephan⁠(d). Se află la o distanță de 21,2 de megaparseci de Pământ.